# Richard Beesly
Richard Beesly (27. juli 1907 - 28. marts 1965) var en engelsk roer og olympisk guldvinder, født i Bromsgrove.
Beesly studerede på University of Cambridge og deltog flere gange i Cambridges båd under det traditionsrige Oxford vs. Cambridge Boat Race på Themsen.
Beesly vandt ved OL 1928 i Amsterdam, som del af den britiske firer uden styrmand, en guldmedalje sammen med John Lander, Michael Warriner og Edward Vaughan Bevan. Briterne besejrede USA, der fik sølv, i finalen, mens Italien tog bronzemedaljerne. Det var den eneste udgave af OL han deltog i.
Som 57-årig blev Beesly angrebet og dræbt af en tyr på en gård i Shropshire.

## OL-medaljer
- 1928:  Guld i firer uden styrmand